# Alessandro Vittrice
Alessandro Vittrice (ou Vittrici) était un collectionneur d'art romain. Il a été nommé évêque d'Alatri en 1632 et gouverneur de Rome en 1647.

## Biographie
Alessandro est le fils de Gerolamo Vittrici (mort en mars 1612), sotoguardaroba de chaque pape, depuis Grégoire XIII. Gerolamo a commandé la Mise au tombeau au Caravage pour la chapelle de son oncle (la Chapelle de la Pietà en Santa Maria in Vallicella (la Chiesa Nuova), une église construite pour l'Oratoire de Saint Philippe Néri,.
Vittrice est aussi connu pour avoir été, en 1620, le propriétaire de l'œuvre du Caravage La Diseuse de bonne aventure, qu'il a offerte au  Pape Innocent X.